# Historia de los judíos en Nicaragua
La historia de los judíos en Nicaragua comienza en el periodo colonial, cuando el país formaba parte de la Capitanía General de Guatemala, bajo la jurisdicción del Virreinato de Nueva España. Aunque la presencia judía no estaba oficialmente reconocida por la legislación colonial, se han documentado indicios de la llegada de criptojudíos (judíos conversos que ocultaban su fe) que escapaban de la persecución del Santo Oficio de la Inquisición.

## Era virreinal
Durante los siglos XVI y XVII, las estrictas leyes españolas prohibían el ingreso de "nuevos cristianos", pero muchos conversos lograron establecerse en Nicaragua, especialmente en ciudades como León y Granada, importantes centros económicos de la época.
Aunque no existen registros abundantes de procesos inquisitoriales en Nicaragua, los tribunales del Santo Oficio estaban centralizados en México y Lima. Sin embargo, hay menciones indirectas de sospechosos de judaizar que fueron remitidos desde Nicaragua hacia otros centros del virreinato.
Muchos criptojudíos se dedicaron al comercio, la medicina y la producción agrícola, sectores en los cuales podían mantener cierta independencia. Aunque su presencia fue reprimida por la Iglesia, algunos rituales familiares perduraron de manera discreta.

## SigloXIXy la inmigración judía abierta
Con la independencia de Centroamérica en 1821 y el fin del control eclesiástico colonial, comenzaron a llegar judíos practicantes, principalmente sefardíes del Caribe y asquenazíes de Europa del Este. La mayoría se estableció en Managua, donde formaron redes comerciales y mantuvieron vínculos con comunidades judías de Costa Rica y Panamá.
Durante el siglo XX, la comunidad judía de Nicaragua fue pequeña pero activa. Muchos emigraron durante la revolución sandinista en la década de 1980, aunque algunos regresaron tras la restauración de la democracia.

## Comunidad actual
Hoy en día, la comunidad judía de Nicaragua es pequeña, pero cuenta con una sinagoga en Managua y mantiene relaciones culturales y religiosas con instituciones judías internacionales. Algunos descendientes de criptojudíos también han mostrado interés en redescubrir sus raíces históricas.